# 三輪里香
三輪 里香（みわ りか、1966年10月11日 - ）は、日本の元女優。

## 経歴
東京都出身。千葉県八千代市育ち。三人兄妹の末っ子 で、愛称は「リーちゃん」。
1978年、角川映画『野性の証明』の長井頼子役オーディションに応募、同役を薬師丸ひろ子と最後まで争い結果的には準優勝に終る ものの、プロデューサー・角川春樹に認められて薬師丸ともども角川春樹事務所所属の女優となる。
1979年、毎日放送系ドラマ“森村誠一シリーズII”の第二弾『野性の証明』に頼子役で出演し本格的デビュー。
先に上映された映画版の薬師丸ひろ子と一味違った素朴な演技が注目を集める。
最後の出演作品は1984年放映の『日立テレビシティ　輝きたいの』であると思われる。

## 主な出演作品

### テレビドラマ
- 『森村誠一シリーズII 野性の証明』（1979年1月6日-3月31日・MBS）レギュラー・長井頼子役
- 『鉄道公安官』（1979年5月28日・テレビ朝日）第8話「俺とスリとあの子」ゲスト・浅田道代役
- 『噂の刑事トミーとマツ』（1979年12月12日・TBS）第9話「トミマツのセメント詰め」ゲスト・戸山由加役
- 『Gメン'75』（1980年3月1日・TBS）第248話「警察の中に出た幽霊」平林ひろみ役
- 『GOGO! チアガール』（1980年11月5日-1981年10月21日・TBS）レギュラー・前田明美役
- 『日立テレビシティ 輝きたいの』（1984年5月16日・TBS）第2話「水着をつけて」ゲスト・沼田悦子役

### 映画
- 『金田一耕助の冒険』（1979年7月14日・角川春樹事務所）子供たちのリーダー・リカ役